# الخازر
الخازر هو نهر يقع بين أربيل والموصل، ويبعد عن الموصل نحو 37 كم.

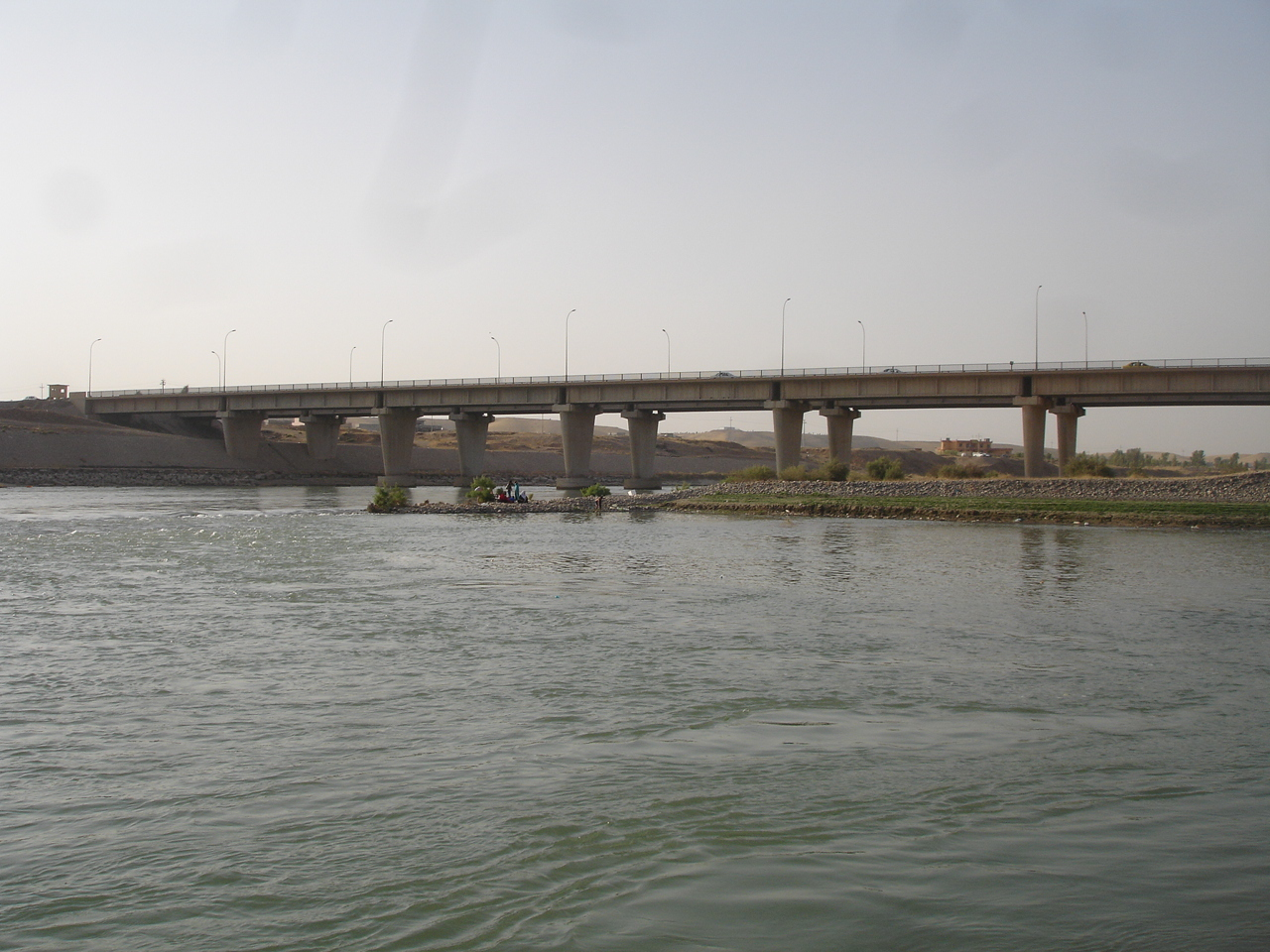
جسر فوق الخازر على الطريق بين الموصل وأربيل.

وفي ضبط الاسم قال ياقوت: 
يصب في دجلة، وقد جرت عنده وقعة بين عبيد الله بن زياد، وإبراهيم بن الأشتر النخعي أيام المختار الثقفي سنة 67 هـ، ومقتل ابن زياد.
ويفصل النهر ما بين محافظتي نينوى وأربيل، واكتسبت أهمية إستراتيجية خلال المعارك بين قوات البيشمركة الكردية وتنظيم الدولة الإسلامية (داعش).